# Цикл женских турниров ITF 2012 (октябрь — декабрь)
Цикл женских турниров ITF 2012 (англ. 2012 ITF Women's Circuit) — ежегодный женский тур профессиональных теннисистов, проводимый Международной федерацией тенниса.
Статья содержит результаты последней четверти года — с октября по декабрь.

## Расписание

### Легенда
| Призовой фонд |
| 100.000 USD   |
| 75.000 USD    |
| 50.000 USD    |
| 25.000 USD    |
| 15.000 USD    |
| 10.000 USD    |

### Октябрь
| Дата начала | Турнир                                                                                          | Чемпионки (Счёт финала)                                          | Финалистки                                         |
| ----------- | ----------------------------------------------------------------------------------------------- | ---------------------------------------------------------------- | -------------------------------------------------- |
| 1 октября   | Анталья, Турция $10,000 — Грунт Турнир 2012                                                     | Катерина Ванькова 4-6 6-4 6-0                                    | Елизавета Янчук                                    |
| 1 октября   | Анталья, Турция $10,000 — Грунт Турнир 2012                                                     | Елизавета Янчук Светлана Пироженко 7-6(0) 2-6 [10-7]             | Анаис Лорендон Катерина Ванькова                   |
| 1 октября   | Бидар, Индия $10,000 — Хард Турнир 2012                                                         | Винъяу Венис Чжань 6-2 6-3                                       | Юми Миядзаки                                       |
| 1 октября   | Бидар, Индия $10,000 — Хард Турнир 2012                                                         | Александра Корашвили Ришика Сункара 6-4 7-5                      | Нунгнадда Ваннасук Чжан Наньнань                   |
| 1 октября   | Гейнсвилл, США $10,000 — Грунт Турнир 2012                                                      | Мария-Фернанда Альварес-Теран 2-6 6-0 7-5                        | Мария-Фернанда Алвес                               |
| 1 октября   | Гейнсвилл, США $10,000 — Грунт Турнир 2012                                                      | Мария-Фернанда Альварес-Теран Ангелина Габуева 7-6(4) 5-7 [10-7] | Кристи Бокс Кэри Вонг                              |
| 1 октября   | Каламата, Греция $10,000 — Хард Турнир 2012                                                     | Лара Михел 7-6(4) 0-6 6-0                                        | Катинка фон Дайхманн                               |
| 1 октября   | Каламата, Греция $10,000 — Хард Турнир 2012                                                     | Хюинь Фыонг Дай Чанг Керен Шломо 3-6 6-2 [12-10]                 | Штефани Стеммер Катинка фон Дайхманн               |
| 1 октября   | Шарм-эш-Шейх, Египет $10,000 — Хард Турнир 2012                                                 | Ивана Йорович 6-4 6-2                                            | Ясмин Штайнхерр                                    |
| 1 октября   | Шарм-эш-Шейх, Египет $10,000 — Хард Турнир 2012                                                 | Ким Килсдонк Николетта ван Эйтерт 4-6 6-4 [10-3]                 | Лу Цзясян Лу Цзяцзин                               |
| 1 октября   | Солин, Хорватия $10,000 — Грунт Турнир 2012                                                     | Ана Савич 5-7 6-2 7-5                                            | Бернарда Пера                                      |
| 1 октября   | Солин, Хорватия $10,000 — Грунт Турнир 2012                                                     | Ленка Юрикова Шанталь Шкамлова 7-5 6-4                           | Дениса Аллертова Михаэла Був                       |
| 1 октября   | Эсперанс, Австралия $25,000 — Хард Турнир 2012                                                  | Оливия Роговска 6-0 6-3                                          | Эшли Барти                                         |
| 1 октября   | Эсперанс, Австралия $25,000 — Хард Турнир 2012                                                  | Эшли Барти Салли Пирс 4-6 7-6(5) [10-4]                          | Виктория Ларрьер Оливия Роговска                   |
| 8 октября   | Анталья, Турция $10,000 — Грунт Турнир 2012                                                     | Йована Якшич 6-2 6-3                                             | Лена-Мария Хофманн                                 |
| 8 октября   | Анталья, Турция $10,000 — Грунт Турнир 2012                                                     | Анаис Лорендон Катерина Ванькова 6-2 6-4                         | Алёна Фомина Лина Джёрческа                        |
| 8 октября   | Сан-Паулу, Бразилия $10,000 — Грунт Турнир 2012                                                 | Фернанда Брито 1-6 6-2 6-4                                       | Каролина Себальос                                  |
| 8 октября   | Сан-Паулу, Бразилия $10,000 — Грунт Турнир 2012                                                 | Фернанда Брито Гваделупа Перес-Рохас 4-6 6-2 [10-5]              | Флавия Дешандт-Араужо Каролина Себальос            |
| 8 октября   | Мехико, Мексика $10,000 — Хард Турнир 2012                                                      | Марсела Сакариас 6-4 6-2                                         | Виктория Родригес                                  |
| 8 октября   | Мехико, Мексика $10,000 — Хард Турнир 2012                                                      | Химена Эрмосо Марсела Сакариас 6-3 7-5                           | Ника Кухарчук Джессика Лоренс                      |
| 8 октября   | Митилини, Греция $10,000 — Хард Турнир 2012                                                     | Деспина Вогасари 6-1 2-6 6-4                                     | Сильвия Загорская                                  |
| 8 октября   | Митилини, Греция $10,000 — Хард Турнир 2012                                                     | Марион Арканьёли Летисия Сарразан 6-4 6-3                        | Штефани Стаммер Катинка фон Дайхманн               |
| 8 октября   | Сараево, Босния и Герцеговина $15,000 — Грунт Турнир 2012                                       | Виктория Кан 4-6 6-4 5-2 — отказ                                 | Дина Пфиценмайер                                   |
| 8 октября   | Сараево, Босния и Герцеговина $15,000 — Грунт Турнир 2012                                       | Барбора Крейчикова Тереза Маликова 6-3 6-2                       | Анжелика Морателли Милана Шпремо                   |
| 8 октября   | Сант-Кугат-дель-Вальес, Испания $25,000 — Грунт Турнир 2012                                     | Мария-Тереса Торро-Флор 6-1 6-4                                  | Эстрелья Кабеса Кандела                            |
| 8 октября   | Сант-Кугат-дель-Вальес, Испания $25,000 — Грунт Турнир 2012                                     | Летисия Костас-Морейра Аранча Парра Сантонха 6-3 6-3             | Инес Феррер-Суарес Ришел Хогенкамп                 |
| 8 октября   | Трой, США $25,000 — Хард Турнир 2012                                                            | Стефани Дюбуа 3-6 6-4 6-3                                        | Шэрон Фичмен                                       |
| 8 октября   | Трой, США $25,000 — Хард Турнир 2012                                                            | Ангелина Габуева Арина Родионова 6-4 6-4                         | Шэрон Фичмен Мари-Эв Пеллетье                      |
| 8 октября   | Маргарет-Ривер, Австралия $25,000 — Хард Турнир 2012                                            | Виктория Ларрьер 6-3 6-3                                         | Оливия Роговска                                    |
| 8 октября   | Маргарет-Ривер, Австралия $25,000 — Хард Турнир 2012                                            | Мияби Иноуэ Май Минокоси 6-7(8) 7-6(3) [14-12]                   | Нича Летпитаксинчай Пеангтарн Плипыч               |
| 8 октября   | Жуэ-ле-Тур, Франция $50,000 — Хард(i) Турнир 2012                                               | Моника Пуиг 3-6 6-4 6-1                                          | Мария Жуан Кёлер                                   |
| 8 октября   | Жуэ-ле-Тур, Франция $50,000 — Хард(i) Турнир 2012                                               | Северин Бельтрам Жюли Куэн 7-5 6-4                               | Юстина Егёлка Диана Марцинкевич                    |
| 8 октября   | Международный теннисный турнир в Сучжоу Сучжоу, Китай $100,000 — Хард Турнир 2012               | Се Шувэй 6-2 6-2                                                 | Дуань Инъин                                        |
| 8 октября   | Международный теннисный турнир в Сучжоу Сучжоу, Китай $100,000 — Хард Турнир 2012               | Тимея Бачински Каролин Гарсия 7-5 6-3                            | Ян Чжаосюань Чжао Ицзин                            |
| 15 октября  | Анталья, Турция $10,000 — Грунт Турнир 2012                                                     | Ольга Янчук 6-2 2-6 6-3                                          | Деми Схюрс                                         |
| 15 октября  | Анталья, Турция $10,000 — Грунт Турнир 2012                                                     | Алёна Фомина Лина Джёрческа 6-0 6-4                              | Аличе Маттеуччи Барбара Собашкевич                 |
| 15 октября  | Сантьяго, Чили $10,000 — Грунт Турнир 2012                                                      | Даниэла Сегель 2-6 7-5 7-6(4)                                    | Каролина Себальос                                  |
| 15 октября  | Сантьяго, Чили $10,000 — Грунт Турнир 2012                                                      | Аранса Салют Каролина Себальос 4-6 6-4 [10-8]                    | Сесилия Коста Мелгар Даниэла Сегель                |
| 15 октября  | Акко, Израиль $10,000 — Хард Турнир 2012                                                        | Наталья Колат 6-7(5) 6-4 6-2                                     | Дениз Хазанюк                                      |
| 15 октября  | Акко, Израиль $10,000 — Хард Турнир 2012                                                        | Ольга Брозда Наталья Колат 6-2 6-4                               | Никола Франкова Екатерина Яшина                    |
| 15 октября  | Мехико, Мексика $10,000 — Хард Турнир 2012                                                      | Марсела Сакариас 7-5 6-1                                         | Ника Кухарчук                                      |
| 15 октября  | Мехико, Мексика $10,000 — Хард Турнир 2012                                                      | Беатрис Риос Паула-Каталина Роблес-Гарсия 1-6 6-2 [10-3]         | Ковадонга Мурадос Ингрид Эсперанса Варгас Кальво   |
| 15 октября  | Ираклион, Греция $10,000 — Ковёр Турнир 2012                                                    | Корина Йегер 6-1 6-4                                             | Манон Арканьёли                                    |
| 15 октября  | Ираклион, Греция $10,000 — Ковёр Турнир 2012                                                    | Манон Арканьёли Летисия Сарразан 7-6(4) 6-2                      | Валерия Подда Розали ван дер Хук                   |
| 15 октября  | Дубровник, Хорватия $10,000 — Грунт Турнир 2012                                                 | Барбора Крейчикова 6-4 6-1                                       | Полина Лейкина                                     |
| 15 октября  | Дубровник, Хорватия $10,000 — Грунт Турнир 2012                                                 | Джулия Бруццоне Кьяра Мендо 6-4 6-2                              | Барбора Крейчикова Мартина Кубичикова              |
| 15 октября  | Глазго, Великобритания $25,000 — Хард(i) Турнир 2012                                            | Саманта Маррей 6-3 2-6 6-3                                       | Алисон ван Эйтванк                                 |
| 15 октября  | Глазго, Великобритания $25,000 — Хард(i) Турнир 2012                                            | Юстина Егёлка Диана Марцинкевич 6-2 6-1                          | Николь Клерико Анна Цая                            |
| 15 октября  | Севилья, Испания $25,000 — Грунт Турнир 2012                                                    | Тельяна Перейра 4-6 7-6(3) 7-6(5)                                | Эстрелья Кабеса-Кандела                            |
| 15 октября  | Севилья, Испания $25,000 — Грунт Турнир 2012                                                    | Паула Каня Катажина Питер 5-7 6-4 [10-6]                         | Александрина Найденова Тельяна Перейра             |
| 15 октября  | Лагос, Нигерия $25,000 — Хард Турнир 2012                                                       | Кристина Дину 7-5 4-6 6-4                                        | Шанель Симмондс                                    |
| 15 октября  | Лагос, Нигерия $25,000 — Хард Турнир 2012                                                       | Конни Перрен Шанель Симмондс 6-1 6-1                             | Нина Братчикова Маргарита Лазарева                 |
| 15 октября  | Рок-Хилл, США $25,000 — Хард Турнир 2012                                                        | Ребекка Марино 3-6 7-6(5) 6-2                                    | Шэрон Фичмен                                       |
| 15 октября  | Рок-Хилл, США $25,000 — Хард Турнир 2012                                                        | Жаклин Како Натали Плускота 6-2 6-3                              | Сюй Цзеюй Чичи Шоль                                |
| 15 октября  | Макинохара, Япония $25,000 — Трава Турнир 2012                                                  | Алекса Глатч 6-3 6-4                                             | Моника Адамчак                                     |
| 15 октября  | Макинохара, Япония $25,000 — Трава Турнир 2012                                                  | Эри Ходзуми Мию Като 7-6(6) 6-3                                  | Моника Адамчак Каролин Гарсия                      |
| 15 октября  | Лимож, Франция $50,000 — Хард(i) Турнир 2012                                                    | Клер Фёэрстен 7-5 6-3                                            | Марина Заневская                                   |
| 15 октября  | Лимож, Франция $50,000 — Хард(i) Турнир 2012                                                    | Магда Линетт Сандра Заневская 6-1 5-7 [10-5]                     | Ирэна Павлович Штефани Фёгеле                      |
| 22 октября  | Стокгольм, Швеция $10,000 — Хард(i) Турнир 2012                                                 | Сандра Рома 6-2 6-1                                              | Эмили Уэбли-Смит                                   |
| 22 октября  | Стокгольм, Швеция $10,000 — Хард(i) Турнир 2012                                                 | Доника Башота Елена Остапенко 7-6(4) 6-1                         | Мария Мох Ева Пальма                               |
| 22 октября  | Анталья, Турция $10,000 — Грунт Турнир 2012                                                     | Ольга Янчук 3-6 6-4 6-4                                          | Диана Бузян                                        |
| 22 октября  | Анталья, Турция $10,000 — Грунт Турнир 2012                                                     | Александра Дамаскин Барбара Собашкевич 6-1 3-6 [10-2]            | Виктория Лушкова Анна Познихиренко                 |
| 22 октября  | Сантьяго, Чили $10,000 — Грунт Турнир 2012                                                      | Сесилия Коста Мелгар 6-4 6-2                                     | Даниэла Сегель                                     |
| 22 октября  | Сантьяго, Чили $10,000 — Грунт Турнир 2012                                                      | Сесилия Коста Мелгар Даниэла Сегель 6-3 6-4                      | Омелия Карон Аранса Салют                          |
| 22 октября  | Луке, Парагвай $10,000 — Грунт Турнир 2012                                                      | Камила Джангреко-Кампис 7-5 6-4                                  | Анамика Бхаргава                                   |
| 22 октября  | Луке, Парагвай $10,000 — Грунт Турнир 2012                                                      | Анамика Бхаргава Сильвия Крывач 6-4 6-2                          | Андреа Бенитес Ракель Пилтчер                      |
| 22 октября  | Дубровник, Хорватия $10,000 — Грунт Турнир 2012                                                 | Лаура-Иоана Андрей 3-6 6-4 6-2                                   | Ленка Юрикова                                      |
| 22 октября  | Дубровник, Хорватия $10,000 — Грунт Турнир 2012                                                 | Барбора Крейчикова Тереза Маликова 7-5 7-6(5)                    | Луция Бутковская Кристина Шаховец                  |
| 22 октября  | Монастир, Тунис $10,000 — Хард Турнир 2012                                                      | Башак Эрайдын 6-2 7-6(5)                                         | Марина Шамайко                                     |
| 22 октября  | Монастир, Тунис $10,000 — Хард Турнир 2012                                                      | Мартина Борецкая Амандин Казо 7-5 7-5                            | Валерия Подда Лизанне ван Рит                      |
| 22 октября  | Ашкелон, Израиль $10,000 — Хард Турнир 2012                                                     | Елена-Теодора Кадар 1-6 6-1 6-2                                  | Екатерина Тур                                      |
| 22 октября  | Ашкелон, Израиль $10,000 — Хард Турнир 2012                                                     | Ольга Брозда Наталья Колат 7-5 7-5                               | Никола Франкова Екатерина Яшина                    |
| 22 октября  | Сьюдад-Виктория, Мексика $10,000 — Хард Турнир 2012                                             | Ника Кухарчук 7-5 6-0                                            | Виктория Родригес                                  |
| 22 октября  | Сьюдад-Виктория, Мексика $10,000 — Хард Турнир 2012                                             | Камила Фуэнтес Блер Шанкл 7-6(4) 6-1                             | Алехандра Сиснерос Виктория Родригес               |
| 22 октября  | Лагос, Нигерия $25,000 — Хард Турнир 2012                                                       | Кристина Дину 6-3 6-3                                            | Конни Перрен                                       |
| 22 октября  | Лагос, Нигерия $25,000 — Хард Турнир 2012                                                       | Конни Перрен Шанель Симмондс 6-2 3-6 [10-7]                      | Лу Цзясян Лу Цзяцзин                               |
| 22 октября  | Хамамацу, Япония $25,000 — Трава Турнир 2012                                                    | Алекса Глатч 6-2 6-3                                             | Моника Адамчак                                     |
| 22 октября  | Хамамацу, Япония $25,000 — Трава Турнир 2012                                                    | Сюко Аояма Мики Миямура 3-6 6-4 [10-6]                           | Моника Адамчак Алекса Глатч                        |
| 22 октября  | Samsung Securities Cup Сеул, Южная Корея $25,000 — Хард Турнир 2012                             | Эрика Сэма 6-1 7-5                                               | Май Минокоси                                       |
| 22 октября  | Samsung Securities Cup Сеул, Южная Корея $25,000 — Хард Турнир 2012                             | Нигина Абдураимова Винъяу Венис Чжань 6-4 2-6 [12-10]            | Ким Джи Юн Ю Ми                                    |
| 22 октября  | Флоренс, США $25,000 — Хард Турнир 2012                                                         | Мариана Дуке-Мариньо 4-6 6-2 6-1                                 | Стефани Дюбуа                                      |
| 22 октября  | Флоренс, США $25,000 — Хард Турнир 2012                                                         | Ульрикке Эйкери Акико Омаэ 6-1 6-1                               | Брук Остин Хейли Картер                            |
| 22 октября  | Тайбэй, Тайвань $25,000 — Хард Турнир 2012                                                      | Чжэн Сайсай 6-4 6-1                                              | Зарина Дияс                                        |
| 22 октября  | Тайбэй, Тайвань $25,000 — Хард Турнир 2012                                                      | Чжань Цзиньвэй Каролин Гарсия 4-6 6-4 [10-6]                     | Гао Шаоюань Ли Хуачжэнь                            |
| 22 октября  | Траралгон, Австралия $25,000 — Хард Турнир 2012                                                 | Эшли Барти 6-2 6-3                                               | Арина Родионова                                    |
| 22 октября  | Траралгон, Австралия $25,000 — Хард Турнир 2012                                                 | Кара Блэк Арина Родионова 2-6 7-6(4) [10-8]                      | Эшли Барти Салли Пирс                              |
| 22 октября  | Бразилиа, Бразилия $25,000 — Грунт Турнир 2012                                                  | Тимея Бачински 7-5 6-2                                           | Ралука Олару                                       |
| 22 октября  | Бразилиа, Бразилия $25,000 — Грунт Турнир 2012                                                  | Елена Богдан Ралука Олару 6-3 3-6 [10-8]                         | Тимея Бачински Джулия Коэн                         |
| 22 октября  | Сагеней, Канада $50,000 — Хард(i) Турнир 2012                                                   | Мэдисон Киз 6-4 6-2                                              | Эжени Бушар                                        |
| 22 октября  | Сагеней, Канада $50,000 — Хард(i) Турнир 2012                                                   | Габриэла Дабровски Алла Кудрявцева 6-2 6-2                       | Шэрон Фичмен Мари-Эв Пеллетье                      |
| 22 октября  | ITF Büschl Open Исманинг, Германия $75,000+H — Хард(i) Турнир 2012                              | Анника Бек 6-3 7-6(8)                                            | Ева Бирнерова                                      |
| 22 октября  | ITF Büschl Open Исманинг, Германия $75,000+H — Хард(i) Турнир 2012                              | Ромина Опранди Амра Садикович 4-6 6-3 [10-7]                     | Джилл Крейбас Ева Грдинова                         |
| 22 октября  | Вьеннский международный женский теннисный турнир Пуатье, Франция $100,000 — Хард(i) Турнир 2012 | Моника Пуиг 7-5 1-6 7-5                                          | Елена Веснина                                      |
| 22 октября  | Вьеннский международный женский теннисный турнир Пуатье, Франция $100,000 — Хард(i) Турнир 2012 | Каталина Кастаньо Мервана Югич-Салкич 6-4 5-7 [10-4]             | Стефани Форетц Гакон Татьяна Малек                 |
| 29 октября  | Анталья, Турция $10,000 — Грунт Турнир 2012                                                     | Йована Якшич 6-2 7-6(3)                                          | Анна Познихиренко                                  |
| 29 октября  | Анталья, Турция $10,000 — Грунт Турнир 2012                                                     | Диана Бузян Даниэлла Хармсен 4-6 6-1 [10-3]                      | Хуля Эсен Лютфие Эсен                              |
| 29 октября  | Стокгольм, Швеция $10,000 — Хард(i) Турнир 2012                                                 | Елена Остапенко 6-1 6-3                                          | Эллен Альгурин                                     |
| 29 октября  | Стокгольм, Швеция $10,000 — Хард(i) Турнир 2012                                                 | Хильда Меландер Паулина Милосавлевич 6-2 6-1                     | Каролина Даниэльс Лаура Шедер                      |
| 29 октября  | Коимбра, Португалия $10,000 — Хард Турнир 2012                                                  | Катинка фон Дайхманн 6-1 6-3                                     | Алёна Большова                                     |
| 29 октября  | Коимбра, Португалия $10,000 — Хард Турнир 2012                                                  | Надежда Горбачкова Екатерина Пушкарёва 6-2 6-3                   | Ульяна Айзатулина Алёна Большова                   |
| 29 октября  | Кильота, Чили $10,000 — Грунт Турнир 2012                                                       | Камила Сильва 7-5 4-6 6-1                                        | Сесилия Коста Мельжар                              |
| 29 октября  | Кильота, Чили $10,000 — Грунт Турнир 2012                                                       | Сесилия Коста Мельжар Камила Сильва 6-1 6-1                      | София Луини Барбара Монтил                         |
| 29 октября  | Асунсьон, Парагвай $10,000 — Грунт Турнир 2012                                                  | Эдуарда Пиай 6-3 7-6(6)                                          | Андреа Бенитес                                     |
| 29 октября  | Асунсьон, Парагвай $10,000 — Грунт Турнир 2012                                                  | Анамика Бхаргава Сильвия Крывач 6-1 6-4                          | Андреа Бенитес Ракель Пилтчер                      |
| 29 октября  | Ираклион, Греция $10,000 — Ковёр Турнир 2012                                                    | Манон Арканьёли 6-1 6-2                                          | Борислава Ботушарова                               |
| 29 октября  | Ираклион, Греция $10,000 — Ковёр Турнир 2012                                                    | Манон Арканьёли Летисия Сарразан 6-4 6-4                         | Деспина Папамихаил Деспоина Вогасари               |
| 29 октября  | Монастир, Тунис $10,000 — Хард Турнир 2012                                                      | Никола Вайдова 6-3 1-6 6-3                                       | Вивиан Хайзен                                      |
| 29 октября  | Монастир, Тунис $10,000 — Хард Турнир 2012                                                      | Варвара Флинк Яйми-Гайле ван де Вал 6-3 6-2                      | Валерия Подда Лизанне ван Рит                      |
| 29 октября  | Стамбул, Турция $25,000 — Хард(i) Турнир 2012                                                   | Ришел Хогенкамп 6-4 6-3                                          | Чагла Бююкакчай                                    |
| 29 октября  | Стамбул, Турция $25,000 — Хард(i) Турнир 2012                                                   | Чагла Бююкакчай Пемра Озген 6-2 6-1                              | Нигина Абдураимова Ксения Палкина                  |
| 29 октября  | Бендиго, Австралия $25,000 — Хард Турнир 2012                                                   | Арина Родионова 6-4 7-5                                          | Оливия Роговска                                    |
| 29 октября  | Бендиго, Австралия $25,000 — Хард Турнир 2012                                                   | Эшли Барти Салли Пирс 7-6(12) 7-6(5)                             | Кара Блэк Арина Родионова                          |
| 29 октября  | Буэнос-Айрес, Аргентина $25,000 — Грунт Турнир 2012                                             | Тельяна Перейра 6-1 6-2                                          | Аманда Каррерас                                    |
| 29 октября  | Буэнос-Айрес, Аргентина $25,000 — Грунт Турнир 2012                                             | Елена Богдан Ралука Олару 1-6 6-2 [10-7]                         | Мария-Фернанда Альварес-Теран Мария-Фернанда Алвес |
| 29 октября  | Нетания, Израиль $25,000 — Хард Турнир 2012                                                     | Анна Каролина Шмидлова 0-6 6-3 6-4                               | Штефани Фогт                                       |
| 29 октября  | Нетания, Израиль $25,000 — Хард Турнир 2012                                                     | Людмила Киченок Надежда Киченок 6-1 6-4                          | Зузана Лукнарова Анна Каролина Шмидлова            |
| 29 октября  | Нью-Браунфелс, США $50,000 — Хард Турнир 2012                                                   | Мелани Уден 6-1 6-1                                              | Мариана Дуке-Мариньо                               |
| 29 октября  | Нью-Браунфелс, США $50,000 — Хард Турнир 2012                                                   | Елена Бовина Мирьяна Лучич 6-3 4-6 [10-8]                        | Мариана Дуке-Мариньо Адриана Перес                 |
| 29 октября  | Торонто, Канада $50,000 — Хард(i) Турнир 2012                                                   | Эжени Бушар 6-1 6-2                                              | Шэрон Фичмен                                       |
| 29 октября  | Торонто, Канада $50,000 — Хард(i) Турнир 2012                                                   | Габриэла Дабровски Алла Кудрявцева 6-2 7-6(2)                    | Эжени Бушар Джессика Пегула                        |
| 29 октября  | Нант, Франция $50,000+H — Хард(i) Турнир 2012                                                   | Моника Никулеску 6-2 6-3                                         | Юлия Путинцева                                     |
| 29 октября  | Нант, Франция $50,000+H — Хард(i) Турнир 2012                                                   | Каталина Кастаньо Мервана Югич-Салкич 6-4 6-4                    | Петра Цетковская Рената Ворачова                   |
| 29 октября  | AEGON GB Pro-Series Barnstaple Барнстапл, Великобритания $75,000 — Хард(i) Турнир 2012          | Анника Бек 6-7(1) 6-2 6-2                                        | Элени Данилиду                                     |
| 29 октября  | AEGON GB Pro-Series Barnstaple Барнстапл, Великобритания $75,000 — Хард(i) Турнир 2012          | Акгуль Аманмурадова Весна Долонц 6-3 6-1                         | Диана Марцинкевич Александра Саснович              |

### Ноябрь
| Дата начала | Турнир                                                                  | Чемпионки (Счёт финала)                                      | Финалистки                                           |
| ----------- | ----------------------------------------------------------------------- | ------------------------------------------------------------ | ---------------------------------------------------- |
| 5 ноября    | Лафборо, Великобритания $10,000 — Хард(i) Турнир 2012                   | Рената Ворачова 7-5 6-7(6) 6-3                               | Юлия Киммельманн                                     |
| 5 ноября    | Лафборо, Великобритания $10,000 — Хард(i) Турнир 2012                   | Анна Фицпатрик Джада Уиндли 6-2 6-2                          | Карен Барбат Лара Михел                              |
| 5 ноября    | Анталья, Турция $10,000 — Грунт Турнир 2012                             | Йована Якшич 6-3 6-1                                         | Ана Конюх                                            |
| 5 ноября    | Анталья, Турция $10,000 — Грунт Турнир 2012                             | Агнеш Букта Петра Крейсова Без игры                          | Диана Бузян Даниэлла Хармсен                         |
| 5 ноября    | Ираклион, Греция $10,000 — Ковёр Турнир 2012                            | Башак Эрайдын 6-4 6-0                                        | Лена-Мария Хофманн                                   |
| 5 ноября    | Ираклион, Греция $10,000 — Ковёр Турнир 2012                            | Башак Эрайдын Эбби Майерс 6-0 6-1                            | Борислава Ботушарова Вивиан Златанова                |
| 5 ноября    | Гимарайнш, Португалия $10,000 — Хард Турнир 2012                        | Леа Толи 6-3 6-1                                             | Эстель Касино                                        |
| 5 ноября    | Гимарайнш, Португалия $10,000 — Хард Турнир 2012                        | Маргарида Моура Жуана Вали Кошта 7-5 3-6 [10-7]              | Штефани Штреммер Катинка фон Дайхманн                |
| 5 ноября    | Экёрдрвиль-Энвиль, Франция $25,000 — Хард(i) Турнир 2012                | Алисон ван Эйтванк 6-1 3-6 6-3                               | Жюли Куэн                                            |
| 5 ноября    | Экёрдрвиль-Энвиль, Франция $25,000 — Хард(i) Турнир 2012                | Магда Линетт Катажина Питер 6-4 7-6(4)                       | Амра Садикович Ана Врлич                             |
| 5 ноября    | Минск, Беларусь $25,000 — Хард(i) Турнир 2012                           | Александра Саснович 6-0 7-6(4)                               | Людмила Киченок                                      |
| 5 ноября    | Минск, Беларусь $25,000 — Хард(i) Турнир 2012                           | Екатерина Деголевич Александра Саснович 1-6 6-2 [10-3]       | Людмила Киченок Надежда Киченок                      |
| 5 ноября    | Беникарло, Испания $25,000 — Грунт Турнир 2012                          | Лаура Поус-Тио 6-4 6-1                                       | Дина Пфиценмайер                                     |
| 5 ноября    | Беникарло, Испания $25,000 — Грунт Турнир 2012                          | Конни Перрен Маша Зец-Пешкирич 6-4 6-3                       | Андреа Гамис Беатрис Гарсиа-Видагани                 |
| 5 ноября    | Асунсьон, Парагвай $25,000 — Грунт Турнир 2012                          | Вероника Сепеде Роиг 5-7 7-6(7) 6-2                          | Ралука Олару                                         |
| 5 ноября    | Асунсьон, Парагвай $25,000 — Грунт Турнир 2012                          | Мария-Фернанда Альварес-Теран Шанель Симмондс 4-6 6-3 [10-5] | Анамика Бхаргава Сильвия Крывач                      |
| 5 ноября    | Goldwater Women's Tennis Classic Финикс, США $75,000 — Хард Турнир 2012 | Мэдисон Киз 6-3 7-6(1)                                       | Мария Санчес                                         |
| 5 ноября    | Goldwater Women's Tennis Classic Финикс, США $75,000 — Хард Турнир 2012 | Жаклин Како Натали Плускота 6-3 2-6 [10-4]                   | Эжени Бушар Ульрикке Эйкери                          |
| 12 ноября   | Эдгбастон, Великобритания $10,000 — Хард(i) Турнир 2012                 | Рената Ворачова 6-4 6-2                                      | Хэрриет Дарт                                         |
| 12 ноября   | Эдгбастон, Великобритания $10,000 — Хард(i) Турнир 2012                 | Анна Фитцпатрик Джада Уиндли 6-2 6-3                         | Мартина Кубичикова Шанталь Шкамлова                  |
| 12 ноября   | Анталья, Турция $10,000 — Грунт Турнир 2012                             | Агнеш Букта 6-2 5-7 6-3                                      | Лаура-Йоана Андрей                                   |
| 12 ноября   | Анталья, Турция $10,000 — Грунт Турнир 2012                             | Лаура-Йоана Андрей Ралука-Елена Платон 6-4 3-6 [10-7]        | Хуля Эсен Лютфие Эсен                                |
| 12 ноября   | Ираклион, Греция $10,000 — Ковёр Турнир 2012                            | Манон Арканьёли 7-6(7) 6-3                                   | Имане Маэлль Кохер                                   |
| 12 ноября   | Ираклион, Греция $10,000 — Ковёр Турнир 2012                            | Башак Эрайдын Эбби Майерс 6-4 6-4                            | Тамара Чурович Яна Сизикова                          |
| 12 ноября   | Завада, Польша $25,000 — Ковёр(i) Турнир 2012                           | Каролина Плишкова 6-3 6-2                                    | Ана Врлич                                            |
| 12 ноября   | Завада, Польша $25,000 — Ковёр(i) Турнир 2012                           | Каролина Плишкова Кристина Плишкова 6-3 6-1                  | Кристина Барруа Сандра Клеменшиц                     |
| 12 ноября   | OrtoLääkärit Open Хельсинки, Финляндия $25,000 — Ковёр(i) Турнир 2012   | Амра Садикович 6-4 6-0                                       | Анна Каролина Шмидлова                               |
| 12 ноября   | OrtoLääkärit Open Хельсинки, Финляндия $25,000 — Ковёр(i) Турнир 2012   | Людмила Киченок Надежда Киченок 6-3 6-3                      | Ирина Бурячок Валерия Соловьёва                      |
| 19 ноября   | Анталья, Турция $10,000 — Грунт Турнир 2012                             | Йована Якшич 6-2 6-0                                         | Лаура-Йоана Андрей                                   |
| 19 ноября   | Анталья, Турция $10,000 — Грунт Турнир 2012                             | Елена-Теодора Кадар Наталья Костич 6-2 6-4                   | Джорджа Брешиа Тереза Клайнштубер                    |
| 19 ноября   | Барранкилья, Колумбия $10,000 — Грунт Турнир 2012                       | Андреа Кох Бенвенуто 7-6(4) 6-0                              | Каролина Новак                                       |
| 19 ноября   | Барранкилья, Колумбия $10,000 — Грунт Турнир 2012                       | Надя Эчеверрия-Алам Блер Шенкл 7-5 7-6(1)                    | Мария Паулина Перес Гарсия Паула Андреа Перес-Гарсия |
| 19 ноября   | Темуко, Чили $10,000 — Грунт Турнир 2012                                | Ванеса Фурланетто 6-3 1-0 — отказ                            | Мария-Фернанда Альварес-Теран                        |
| 19 ноября   | Темуко, Чили $10,000 — Грунт Турнир 2012                                | Виктория Босио Даниэла Сегель 6-4 6-2                        | Сатиэ Исидзу Даниэла Шипперс                         |
| 19 ноября   | Валь-де-Ушо, Испания $10,000 — Грунт Турнир 2012                        | Сара Соррибес Тормо 6-1 6-1                                  | Ольга Саес Ларра                                     |
| 19 ноября   | Валь-де-Ушо, Испания $10,000 — Грунт Турнир 2012                        | Яна Сизикова Джада Уиндли 6-3 6-4                            | Катарина Негрин Ксения Шарифова                      |
| 19 ноября   | Вендрине, Чехия $15,000 — Хард(i) Турнир 2012                           | Сандра Заглавова 7-6(1) 6-0                                  | Рената Ворачова                                      |
| 19 ноября   | Вендрине, Чехия $15,000 — Хард(i) Турнир 2012                           | Джесика Малечкова Катерина Ванькова 7-6(2) 6-2               | Мартина Кубичикова Тереза Смиткова                   |
| 19 ноября   | Dunlop World Challenge Тоёта, Япония $75,000+H — Ковёр(i) Турнир 2012   | Штефани Фёгеле 7-6(3) 6-4                                    | Кимико Датэ-Крумм                                    |
| 19 ноября   | Dunlop World Challenge Тоёта, Япония $75,000+H — Ковёр(i) Турнир 2012   | Эшли Барти Кейси Деллакква 6-1 6-2                           | Мики Миямура Варатчая Вонгтинчай                     |
| 26 ноября   | Анталья, Турция $10,000 — Грунт Турнир 2012                             | Мари Бенуа 6-3 6-2                                           | Лаура-Йоана Андрей                                   |
| 26 ноября   | Анталья, Турция $10,000 — Грунт Турнир 2012                             | Евгения Пашкова Анастасия Васильева 4-6 6-3 [10-2]           | Лаура-Йоана Андрей Янина Толян                       |
| 26 ноября   | Бангкок, Таиланд $10,000 — Хард Турнир 2012                             | Ван Цян 6-2 6-1                                              | Нунгнадда Ваннасук                                   |
| 26 ноября   | Бангкок, Таиланд $10,000 — Хард Турнир 2012                             | Ким На Ри Ли Йе Ра 6-1 4-6 [10-7]                            | Напацакаорн Санкаев Ян Цзясянь                       |
| 26 ноября   | Калькутта, Индия $10,000 — Хард Турнир 2012                             | Кэтрин Ип 2-6 6-3 6-3                                        | Рушика Сункара                                       |
| 26 ноября   | Калькутта, Индия $10,000 — Хард Турнир 2012                             | Аранча Андради Кира Шрофф 6-4 6-4                            | Рутуджа Бхосале Рушика Сункара                       |
| 26 ноября   | Джакарта, Индонезия $10,000 — Хард Турнир 2012                          | Жуань Тинфэй 6-3 6-2                                         | Сюй Цзинвэнь                                         |
| 26 ноября   | Джакарта, Индонезия $10,000 — Хард Турнир 2012                          | Чхве Джихи Акари Иноуэ 6-3 6-4                               | Юка Хигути Жуань Тинфэй                              |
| 26 ноября   | Сантьяго, Чили $25,000 — Грунт Турнир 2012                              | Паула Кристина Гонсалвес 0-6 6-3 6-4                         | Джулия Коэн                                          |
| 26 ноября   | Сантьяго, Чили $25,000 — Грунт Турнир 2012                              | Майлен Ору Мария Иригойен 6-4 6-2                            | Паула Кристина Гонсалвес Роксана Вайсемберг          |
| 26 ноября   | Al Habtoor Tennis Challenge Дубай, ОАЭ $75,000 — Хард Турнир 2012       | Кимико Датэ-Крумм 6-1 3-6 6-4                                | Юлия Путинцева                                       |
| 26 ноября   | Al Habtoor Tennis Challenge Дубай, ОАЭ $75,000 — Хард Турнир 2012       | Мария Елена Камерин Вера Душевина 7-5 6-3                    | Ева Грдинова Каролина Плишкова                       |

### Декабрь
| Дата начала | Турнир                                                 | Чемпионки (Счёт финала)                             | Финалистки                            |
| ----------- | ------------------------------------------------------ | --------------------------------------------------- | ------------------------------------- |
| 3 декабря   | Анталья, Турция $10,000 — Грунт Турнир 2012            | Дениса Аллертова 5-7 7-5 6-1                        | Наталья Костич                        |
| 3 декабря   | Анталья, Турция $10,000 — Грунт Турнир 2012            | Юлия Калабина Светлана Пироженко 6-3 7-5            | Манон Арканьёли Летисия Сарразан      |
| 3 декабря   | Бангкок, Таиланд $10,000 — Хард Турнир 2012            | Ван Цян 4-6 6-3 6-4                                 | Вэнь Синь                             |
| 3 декабря   | Бангкок, Таиланд $10,000 — Хард Турнир 2012            | Ван Яфань Вэнь Синь 7-5 7-5                         | Ким На Ри Ли Йе Ра                    |
| 3 декабря   | Почефструм, ЮАР $10,000 — Хард Турнир 2012             | Шанель Симмондс 6-1 6-4                             | Керен Шломо                           |
| 3 декабря   | Почефструм, ЮАР $10,000 — Хард Турнир 2012             | Ким-Алице Грайдек Керен Шломо 2-6 6-4 [10-8]        | Линн Киро Зара Разафимахатратра       |
| 3 декабря   | Джакарта, Индонезия $10,000 — Хард Турнир 2012         | Лу Цзяцзин 1-6 6-4 7-5                              | Аю-Фани Дамаянти                      |
| 3 декабря   | Джакарта, Индонезия $10,000 — Хард Турнир 2012         | Аю-Фани Дамаянти Лавиния Тананта 6-3 6-7(9) [10-6]  | Лу Цзясян Лу Цзяцзин                  |
| 10 декабря  | Анталья, Турция $10,000 — Грунт Турнир 2012            | Виктория Кан 6-3 7-5                                | Анастасия Васильева                   |
| 10 декабря  | Анталья, Турция $10,000 — Грунт Турнир 2012            | Жюстин де Суттер Катерина Стюарт 7-5 6-4            | Ирина Мария Бара Йоана Лоредана Рошка |
| 10 декабря  | Бангкок, Таиланд $10,000 — Хард Турнир 2012            | Нунгнадда Ваннасук 6-3 6-1                          | Ван Яфань                             |
| 10 декабря  | Бангкок, Таиланд $10,000 — Хард Турнир 2012            | Ван Яфань Вэнь Синь 6-0 6-3                         | Хюинь Фыонг Дай Чанг Ли Ихун          |
| 10 декабря  | Джибути, Джибути $10,000 — Хард Турнир 2012            | Яна Сизикова 6-2 4-6 6-4                            | Анна Флорис                           |
| 10 декабря  | Джибути, Джибути $10,000 — Хард Турнир 2012            | Диана Боголий Яна Сизикова 6-3 3-6 [10-8]           | Амандин Эсс Хлоэ Паке                 |
| 10 декабря  | Почефструм, ЮАР $10,000 — Хард Турнир 2012             | Зара Разафимахатратра 7-6(5) 6-0                    | Эстель Касино                         |
| 10 декабря  | Почефструм, ЮАР $10,000 — Хард Турнир 2012             | Линн Киро Зара Разафимахатратра Без игры            | Ким-Алице Грайдек Керен Шломо         |
| 17 декабря  | Анталья, Турция $10,000 — Грунт Турнир 2012            | Ирина Рамьялизон 6-1 2-6 6-0                        | Изабелла Шиникова                     |
| 17 декабря  | Анталья, Турция $10,000 — Грунт Турнир 2012            | Анастасия Гримальская Юлия Стаматова 6-2 3-6 [10-8] | Жюстин де Суттер Катерина Стюарт      |
| 17 декабря  | Джибути, Джибути $10,000 — Хард Турнир 2012            | Мелани Клаффнер 4-6 7-5 6-2                         | Амандин Эсс                           |
| 17 декабря  | Джибути, Джибути $10,000 — Хард Турнир 2012            | Диана Боголий Яна Сизикова 5-7 6-4 [10-4]           | Амандин Эсс Хлоэ Паке                 |
| 17 декабря  | Анкара, Турция $50,000 — Хард(i) Турнир 2012           | Ана Савич 5-7 6-3 6-4                               | Моника Пуиг                           |
| 17 декабря  | Анкара, Турция $50,000 — Хард(i) Турнир 2012           | Магда Линетт Катажина Питер 6-2 6-2                 | Ирина Бурячок Валерия Соловьёва       |
| 24 декабря  | Стамбул, Турция $10,000 — Хард(i) Турнир 2012          | Изабелла Шиникова 6-4 6-2                           | Ипек Сойлу                            |
| 24 декабря  | Стамбул, Турция $10,000 — Хард(i) Турнир 2012          | Лидия Морозова Екатерина Яшина 6-3 6-2              | Екатерина Горгодзе София Квацабая     |
| 24 декабря  | Санкт-Петербург, Россия $10,000 — Ковёр(i) Турнир 2012 | Регина Куликова 6-0 5-7 6-4                         | Анастасия Васильева                   |
| 24 декабря  | Санкт-Петербург, Россия $10,000 — Ковёр(i) Турнир 2012 | Александра Артамонова Екатерина Деголевич 6-0 6-2   | Юлия Калабина Анастасия Васильева     |
| 24 декабря  | Пуна, Индия $25,000 — Хард Турнир 2012                 | Тадея Маерич 6-2 6-4                                | Башак Эрайдын                         |
| 24 декабря  | Пуна, Индия $25,000 — Хард Турнир 2012                 | Тадея Маерич Конни Перрен 3-6 7-5 [10-6]            | Лу Цзясян Лу Цзяцзин                  |